# 生野代官所
生野代官所是日本江戶時代設於現在的兵庫縣朝來市生野町口銀谷地區的生野小學校附近的代官所。
其前身為安土桃山時代由織田信長所設立用於管理生野銀山的生野奉行，之後豐臣秀吉及德川家康先後掌控全日本後仍持續設置生野奉行；直到1716年由於生野銀山的產量減少，失去採礦的價值後，生野奉行被改設為生野代官所，並負責管理位於但馬國、播磨國、美作國的幕府直轄領及旗本領地，在初期管理的石高約5萬2千石，到江戶時代末期高達8萬2千石。
江戶時代末期1863年尊王攘夷派的天誅組在大和國發起天誅組之變後，在此也隨之發生生野之變，代官所也一度遭到佔領。
明治維新後，1868年新政府將生野代官所改設為府中裁判所，隨後一度被併入久美濱縣，但在1869年又再設立生野縣負責管轄原本生野代官所的管轄範圍；直到1871年的第一次府縣整併中生野縣被廢除，轄區依所在地區分別被併入豐岡縣、姬路縣、北條縣。在1876年的第二次府縣整併後，原本生野代官所的轄區則分別隸屬現在的兵庫縣及岡山縣。

## 関連項目
- 生野銀山（日语：生野銀山）
- 生野之變（日语：生野の変）
- 生野縣